# Ngữ tộc Tchad
Ngữ tộc Tchad là một nhánh con của ngữ hệ Phi-Á, nói chủ yếu ở vùng Sahel, châu Phi. Ngữ tộc này gồm khoảng 150 ngôn ngữ, nói khắp miền bắc Nigeria, nam Niger, nam Tchad, một phần Cộng hòa Trung Phi và bắc Cameroon. Ngôn ngữ Tchad phổ biến hơn cả là tiếng Hausa, một lingua franca của miền nội lục Tây Phi.

## Thành phần

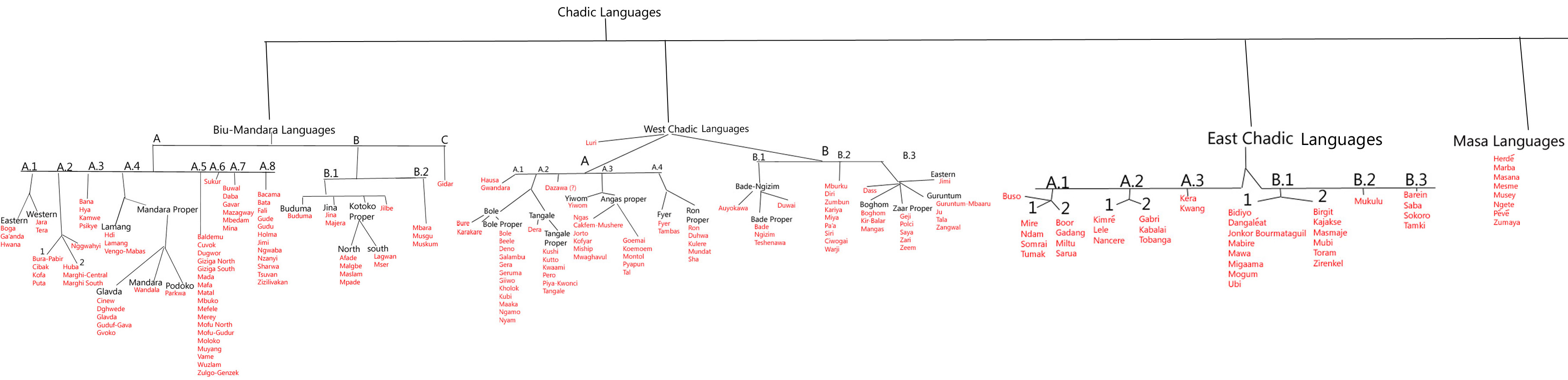
Cây phát sinh ngữ tộc Tchad.

Newman (1977) chia ngữ tộc này ra bốn nhóm con; đa phần nghiên cứu về sau đồng tình với phân loài này. Tuy nhiên, việc phân loại "sâu" hơn còn gặp khó khăn; chẳng hạn, Blench (2006) chỉ chấp nhận việc ngữ chi Tchad Đông "phân đôi A/B". Blench (2008) cho rằng tiếng Kujargé có thể là ngôn ngữ Tchad, đề xuất thêm rằng tiếng Kujargé tách ra trước khi ngôn ngữ Tchad nguyên thủy chia tách hoàn toàn, rồi về sau chịu ảnh hưởng của nhóm Tchad Đông.
Phân loại dưới đây chỉ liệt kê một số ngôn ngữ/nhóm trong mỗi ngữ chi:
- Tchad Tây, hai phân nhánh

(A) Hausa, Ron, Bole, Angas;
(B) Bade, Warji, Zaar.
- Biu–Mandara (Tchad Trung), ba phân nhánh

(A) Bura, Kamwe, Bata, một số khác;
(B) Buduma và Musgu;
(C) Gidar
- Tchad Đông, hai nhánh

(A) Tumak, Nancere, Kera;
(B) Dangaléat, Mukulu, Sokoro
- Masa
- ? Kujargé